# Fulgenzio
Fulgenzio  è un nome proprio di persona italiano maschile.

## Varianti
- Maschili: Fulgenzo[3]
- Femminili: Fulgenzia[3]

### Varianti in altre lingue
- Asturiano: Xencio[5]
- Basco: Pulgentzi[5]
- Catalano: Fulgenci[5]
- Croato: Fulgencije
- Francese: Fulgence
- Galiziano: Fulxencio[5], Xencio[5]
- Latino: Fulgentius[2][4]
- Lituano: Fulgencijus
- Polacco: Fulgencjusz, Fulgenty
- Portoghese: Fulgencio[4]
- Rumeno: Fulgenţiu
- Russo: Фульгенций (Ful'gencij)
- Sloveno: Fulgencij
- Spagnolo: Fulgencio[2][4][5]
  - Femminili: Fulgencia
- Ungherese: Fulgenciusz

## Origine e diffusione
Deriva dal tardo nome latino Fulgentius, attestato solo in epoca tarda, a partire dal V secolo. Secondo alcune fonti sarebbe un patronimico derivato dal nome Fulgens, che però non è attestato. Invece, allo stesso modo di altri nomi quali Vincenzo, Fiorenzo, Gaudenzio e Prudenzio, si tratta di un supernomen postclassico augurale, tratto dall'aggettivo fulgens ("splendente") o comunque dall'identico participio presente del verbo fulgeo, fulgēre ("risplendere", "brillare", specialmente usato per gli astri). Il significato, quindi, è "splendente", "brillante", lo stesso dei nomi Folgore (che ha la stessa radice), Berto, Fozio, Argo, Braulio e Svetlana.
In italiano moderno il nome è raro; negli anni 1970 se ne contavano 700 occorrenze, sparse su tutto il territorio nazionale, più altre 250 del femminile circoscritte al Nord.

## Onomastico
L'onomastico può essere festeggiato in memoria di più santi, alle date seguenti:

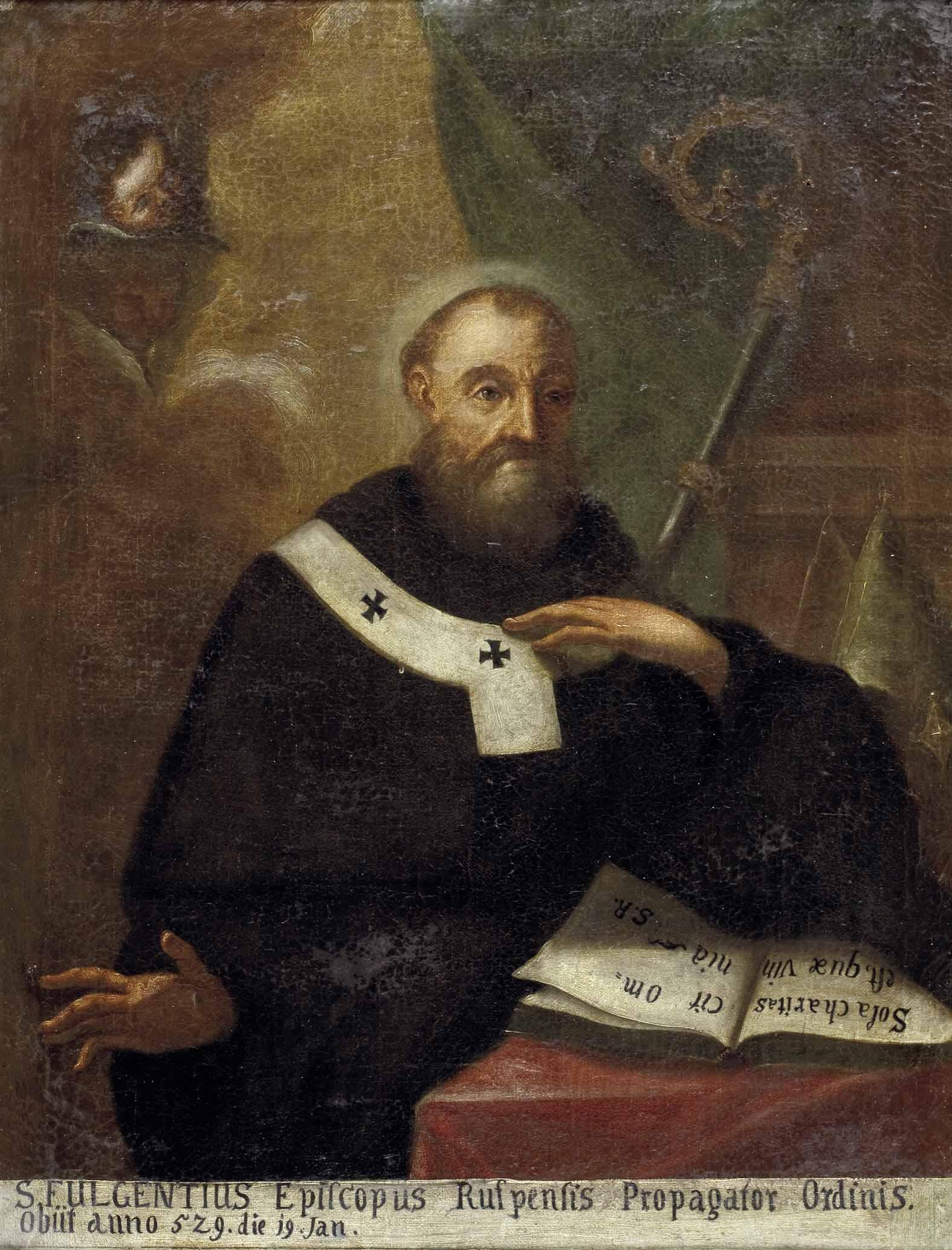
San Fulgenzio di Ruspe

- 1º gennaio, san Fulgenzio, vescovo di Ruspe[1][6][7]
- 14 gennaio, san Fulgenzio, vescovo di Astigi[1][6][7]
- 4 maggio, san Fulgenzio, martire[1]
- 22 maggio, san Fulgenzio, vescovo di Otricoli[1][6]
- 29 settembre, san Fulgenzio, vescovo di Atina[1]
- 5 dicembre, san Fulgenzio, martire in Africa[1]
- 10 dicembre, san (o beato) Fulgenzio, monaco di Saint Airy presso Verdun e poi abate di Affligem[1][7]

Con questo nome si ricordano anche tre beati: i frati mercedari Fulgenzio de Lara (25 giugno) e Fulgenzio da Quesada (3 agosto), e il sacerdote Fulgenzio Martinez Garcia, uno dei martiri della guerra civile spagnola (4 ottobre).

## Persone
- Fulgenzio, scrittore berbero
- Fulgenzio di Astigi, vescovo spagnolo
- Fulgenzio di Otricoli, vescovo italiano
- Fulgenzio di Ruspe, vescovo berbero
- Fulgenzio Baldani, religioso e poeta italiano
- Fulgenzio Bellelli, religioso italiano
- Fulgenzio Ceccon, tecnico del suono italiano
- Fulgenzio Micanzio, teologo, storico ed erudito italiano
- Fulgenzio Vitman, abate e botanico tedesco

### Variante Fulgencio
- Fulgencio Afán de Ribera, scrittore spagnolo
- Fulgencio Batista, generale e politico cubano
- Fulgencio Obelmejias, pugile venezuelano
- Fulgencio Yegros, militare e politico paraguaiano

### Variante Fulgence
- Fulgence Bienvenüe, ingegnere francese
- Fulgence de Bury, drammaturgo francese
- Fulgence Muteba Mugalu, arcivescovo cattolico della Repubblica Democratica del Congo
- Fulgence Ouedraogo, rugbista a 15 francese
- Fulgence Rabemahafaly, arcivescovo cattolico malgascio

## Il nome nelle arti
- Don Fulgenzio è un personaggio del film del 1980 Qua la mano, diretto da Pasquale Festa Campanile